# آر ذات‌الکرسی

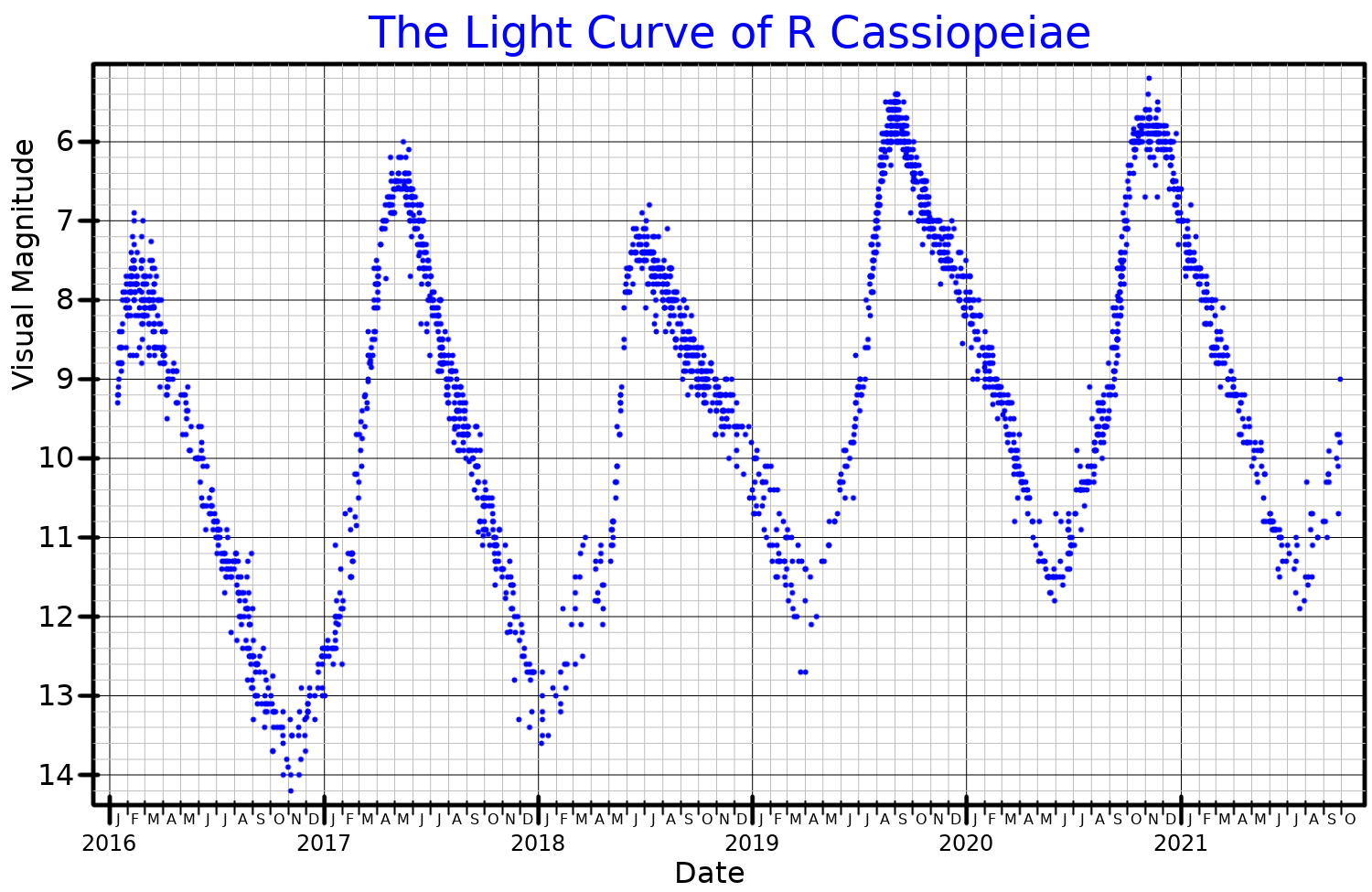
منحنی نور ستارهٔ «آر ذات الکرسی»، ترسیم‌شده از داده‌های آماری AAVSO

آر ذات الکرسی یک ستاره متغیر بلند دوره با دورهٔ تناوب ۴۳۰ روزه در صورت فلکی ذات الکرسی است.